# Roberta Cardarelli
Roberta Cardarelli (Roma, 26 febbraio 1967) è una giornalista, produttrice televisiva e produttrice cinematografica italiana.

## Carriera
Ha lavorato in radio e in tv, dopo l’esordio a Lombardia 7 a Mediaset e LA7. Ha condotto Studio Aperto, il Tg di Italia Uno, dal 1997 al 2001. Nel 2002 è entrata nel campo delle produzioni televisive e cinematografiche. Uscita nel 2016, ha fondato e gestisce BlackBox Multimedia, società di diritto inglese, basata a Londra per la creazione e produzione di serie tv, film.